# Costa Book Awards
I Costa Book Awards sono stati una serie di premi letterari assegnati a scrittori residenti nel Regno Unito e in Irlanda pubblicati l'anno precedente.
Istituiti a partire dal 1971 per celebrare i "libri più divertenti dell'anno" come Whitbread Awards, hanno cambiato il loro nome in quello attuale nel 2006 quando è subentrato il nuovo sponsor Costa Coffee.
Sono suddivisi in cinque categorie: Romanzo d'esordio, Romanzo, Libro per ragazzi, Biografia, Poesia alle quali si è aggiunta dal 2012 una sesta: Raccolta di racconti.
Ad ogni vincitore viene riconosciuta una cifra pari a 5000£ e, a partire dal 1985, l'autore del libro dell'anno scelto tra i premiati si aggiudica ulteriori 30000£.
Il riconoscimento è stato cancellato improvvisamente il 10 giugno 2022 dopo 50 anni di attività.

## Albo d'oro[9]
| 1971                                                                            | Gerda Charles The Destiny Waltz                         | —                                                                    | — | Geoffrey Hill Mercian Hymns                      | Michael Meyer Henrik Ibsen                                                      | —                                            |                         |
| 1972                                                                            | Susan Hill The Bird of Night                            | —                                                                    | Rumer Godden The Diddakoi | —                                                | James Pope-Hennessy Anthony Trollope                                            | —                                            |                         |
| 1973                                                                            | Shiva Naipaul The Chip-Chip Gatherers                   | —                                                                    | Alan Aldridge and William Plomer The Butterfly Ball and the Grasshopper's Feast                                                  | —                                                | John Wilson CB: A Life of Sir Henry Campbell-Bannerman                          | —                                            |                         |
| 1974                                                                            | Iris Murdoch The Sacred and Profane Love Machine        | Claire Tomalin The Life and Death of Mary Wollstonecraft             | Russell Hoban and Quentin Blake How Tom Beat Captain Najork and His Hired Sportsmen Jill Paton Walsh The Emperor's Winding Sheet | —                                                | Andrew Boyle Poor Dear Brendan                                                  | —                                            |                         |
| 1975                                                                            | William McIlvanney Docherty                             | Ruth Spalding The Improbable Puritan: A Life of Bulstrode Whitelocke | — | —                                                | Helen Corke In Our Infancy                                                      | —                                            |                         |
| 1976                                                                            | William Trevor The Children of Dynmouth                 | —                                                                    | Penelope Lively L'estate in cui tutto cambiò                                                                                     | —                                                | Winifred Gerin Elizabeth Gaskell                                                | —                                            |                         |
| 1977                                                                            | Beryl Bainbridge Injury Time                            | —                                                                    | Shelagh Macdonald No End to Yesterday                                                                                            | —                                                | Nigel Nicolson Mary Curzon                                                      | —                                            |                         |
| 1978                                                                            | Paul Theroux Picture Palace                             | —                                                                    | Philippa Pearce The Battle of Bubble & Squeak                                                                                    | —                                                | John Grigg Lloyd George: The People's Champion                                  | —                                            |                         |
| 1979                                                                            | Jennifer Johnston The Dawning                           | —                                                                    | Peter Dickinson Tulku | —                                                | Penelope Mortimer About Time                                                    | —                                            |                         |
| 1980                                                                            | David Lodge How Far Can You Go                          | —                                                                    | Leon Garfield John Diamond | —                                                | David Newsome On the Edge of Paradise: A. C. Benson, Diarist                    | —                                            |                         |
| 1981                                                                            | Maurice Leitch Silver's City                            | William Boyd A Good Man in Africa                                    | Jane Gardam The Hollow Land | —                                                | Nigel Hamilton Monty: The Making of a General                                   | —                                            |                         |
| 1982                                                                            | John Wain Young Shoulders                               | Bruce Chatwin Sulla collina nera                                     | W. J. Corbett The Song of Pentecost                                                                                              | —                                                | Edward Crankshaw Bismark                                                        | —                                            |                         |
| 1983                                                                            | William Trevor Fools of Fortune                         | John Fuller Flying to Nowhere                                        | Roald Dahl Le streghe | —                                                | Victoria Glendinning Vita Kenneth Rose King George V                            | —                                            |                         |
| 1984                                                                            | Christopher Hope Kruger's Alp                           | James Buchan A Parish of Rich Women                                  | Barbara Willard The Queen of the Pharisees' Children                                                                             | —                                                | Peter Ackroyd T. S. Eliot                                                       | Diane Rowe Tomorrow is our Permanent Address |                         |
| 1985                                                                            | Peter Ackroyd Hawksmoor                                 | Jeanette Winterson Non ci sono solo le arance                        | Janni Howker The Nature of the Beast                                                                                             | Douglas Dunn Elegies                             | Ben Pimlott Hugh Dalton                                                         | —                                            |                         |
| 1986                                                                            | Kazuo Ishiguro Un artista del mondo fluttuante          | Jim Crace Continent                                                  | Andrew Taylor The Coal House | Peter Reading Stet                               | Richard Mabey Gilbert White                                                     | —                                            |                         |
| 1987                                                                            | Ian McEwan Bambini nel tempo                            | Francis Wyndham The Other Garden                                     | Geraldine McCaughrean A Little Lower than the Angels                                                                             | Seamus Heaney The Haw Lantern                    | Christopher Nolan Under the Eye of the Clock                                    | —                                            |                         |
| 1988                                                                            | Salman Rushdie I versi satanici                         | Paul Sayer Le comodità della pazzia                                  | Judy Allen Awaiting Developments                                                                                                 | Peter Porter The Automatic Oracle                | A. N. Wilson Tolstoy                                                            | —                                            |                         |
| 1989                                                                            | Lindsay Clarke The Chymical Wedding                     | James Hamilton-Paterson Gerontius                                    | Hugh Scott Why Weeps the Brogan                                                                                                  | Michael Donaghy Shibboleth                       | Richard Holmes Coleridge: Early Visions                                         | —                                            |                         |
| 1990                                                                            | Nicholas Mosley Hopeful Monsters                        | Hanif Kureishi Il Budda delle periferie                              | Peter Dickinson AK | Paul Durcan Daddy, Daddy                         | Ann Thwaite AA Milne – His Life                                                 | —                                            |                         |
| 1991                                                                            | Jane Gardam The Queen of the Tambourine                 | Gordon Burn Alma Cogan                                               | Diana Hendry Harvey Angell | Michael Longley Gorse Fires                      | John Richardson A Life of Picasso                                               | —                                            |                         |
| 1992                                                                            | Alasdair Gray Poor Things                               | Jeff Torrington Swing Hammer Swing!                                  | Gillian Cross Il caso del grande elefante                                                                                        | Tony Harrison The Gaze of the Gorgon             | Victoria Glendinning Trollope                                                   | —                                            |                         |
| 1993                                                                            | Joan Brady Theory of War                                | Rachel Cusk Saving Agnes                                             | Anne Fine Flour Babies | Carol Ann Duffy Mean Time                        | Andrew Motion Philip Larkin: A Writer's Life                                    | —                                            |                         |
| 1994                                                                            | William Trevor Felicia's Journey                        | Fred D'Aguiar The Longest Memory                                     | Geraldine McCaughrean Gold Dust                                                                                                  | James Fenton Out of Danger                       | Brenda Maddox D H Lawrence: The Married Man                                     | —                                            |                         |
| 1995                                                                            | Salman Rushdie L'ultimo sospiro del Moro                | Kate Atkinson Behind the Scenes at the Museum                        | Michael Morpurgo The Wreck of the Zanzibar                                                                                       | Bernard O'Donoghue Gunpowder                     | Roy Jenkins Gladstone                                                           | —                                            |                         |
| 1996                                                                            | Beryl Bainbridge Ognuno per sé                          | John Lanchester The Debt to Pleasure                                 | Anne Fine The Tulip Touch | Seamus Heaney The Spirit Level                   | Diarmaid MacCulloch Thomas Cranmer: A Life                                      | —                                            |                         |
| 1997                                                                            | Jim Crace Quarantine                                    | Pauline Melville The Ventriloquist's Tale                            | Andrew Norriss Aquila | Ted Hughes Tales from Ovid                       | Graham Robb Victor Hugo                                                         | —                                            |                         |
| 1998                                                                            | Justin Cartwright Leading the Cheers                    | Giles Foden The Last King of Scotland                                | David Almond Skellig | Ted Hughes Birthday Letters                      | Amanda Foreman Georgiana, Duchess of Devonshire                                 | —                                            | Libro dell'anno postumo |
| 1999                                                                            | Rose Tremain Music and Silence                          | Tim Lott White City Blue                                             | J.K. Rowling Harry Potter e il prigioniero di Azkaban                                                                            | Seamus Heaney Beowulf                            | David Cairns Berlioz Volume Two: Servitude and Greatness                        | —                                            |                         |
| 2000                                                                            | Matthew Kneale Il passeggero inglese                    | Zadie Smith Denti bianchi                                            | Jamila Gavin Coram Boy | John Burnside The Asylum Dance                   | Lorna Sage Bad Blood – A Memoir                                                 | —                                            |                         |
| 2001                                                                            | Patrick Neate Twelve Bar Blues                          | Sid Smith Something Like A House                                     | Philip Pullman Il cannocchiale d'ambra                                                                                           | Selima Hill Bunny                                | Diana Souhami Selkirk's Island                                                  | —                                            |                         |
| 2002                                                                            | Michael Frayn Spies                                     | Norman Lebrecht The Song of Names                                    | Hilary McKay L'angelo di Saffy                                                                                                   | Paul Farley The Ice Age                          | Claire Tomalin Samuel Pepys: The Unequalled Self                                | —                                            |                         |
| 2003                                                                            | Mark Haddon Lo strano caso del cane ucciso a mezzanotte | DBC Pierre Vernon God Little                                         | David Almond L'uomo che mangiava il fuoco                                                                                        | Don Paterson Landing Light                       | DJ Taylor Orwell: The Life                                                      | —                                            |                         |
| 2004                                                                            | Andrea Levy Small Island                                | Susan Fletcher Eve Green                                             | Geraldine McCaughrean Not the End of the World                                                                                   | Michael Symmons Roberts Corpus                   | John Guy My Heart Is My Own: The Life of Mary Queen of Scots                    | —                                            |                         |
| 2005                                                                            | Ali Smith Voci fuori campo                              | Tash Aw The Harmony Silk Factory                                     | Kate Thompson The New Policeman                                                                                                  | Christopher Logue Cold Calls                     | Hilary Spurling Matisse the Master                                              | —                                            |                         |
| 2006                                                                            | William Boyd Inquietudine                               | Stef Penney La tenerezza dei lupi                                    | Linda Newbery Set in Stone | John Haynes Letter to Patience                   | Brian Thompson Keeping Mum                                                      | —                                            |                         |
| 2007                                                                            | Alison Louise Kennedy Day                               | Catherine O'Flynn What Was Lost                                      | Ann Kelley The Bower Bird | Jean Sprackland Tilt                             | Simon Sebag Montefiore Young Stalin                                             | —                                            |                         |
| 2008                                                                            | Sebastian Barry Il segreto                              | Sadie Jones Il bambino del fiume                                     | Michelle Magorian Just Henry | Adam Foulds The Broken Word                      | Diana Athill Somewhere Towards the End                                          | —                                            |                         |
| 2009                                                                            | Colm Tóibín Brooklyn                                    | Raphael Selbourne Beauty                                             | Patrick Ness The Ask and the Answer                                                                                              | Christopher Reid A Scattering                    | Graham Farmelo The Strangest Man: The Hidden Life of Paul Dirac, Quantum Genius | —                                            |                         |
| 2010                                                                            | Maggie O'Farrell La mano che teneva la mia              | Kishwar Desai Witness the Night                                      | Jason Wallace Out of Shadows | Jo Shapcott Della mutabilità                     | Edmund de Waal Un'eredità di avorio e ambra                                     | —                                            |                         |
| 2011                                                                            | Andrew Miller Pure                                      | Christie Watson Un cielo pieno di lucciole                           | Moira Young Dark Eden | Carol Ann Duffy The Bees                         | Matthew Hollis Now All Roads Lead to France: The Last Years of Edward Thomas    | —                                            |                         |
| 2012                                                                            | Hilary Mantel Anna Bolena, una questione di famiglia    | Francesca Segal La cugina americana                                  | Sally Gardner Maggot Moon | Kathleen Jamie The Overhaul                      | Mary M. Talbot and Bryan Talbot Dotter of Her Father's Eyes                     | Avril Joy Millie and Bird                    |                         |
| 2013                                                                            | Kate Atkinson Vita dopo vita                            | Nathan Filer The Shock of the Fall                                   | Chris Riddell Goth Girl and the Ghost of a Mouse                                                                                 | Michael Symmons Roberts Drysalter                | Lucy Hughes-Hallett The Pike                                                    | Angela Readman The Keeper of the Jackalopes  |                         |
| 2014                                                                            | Ali Smith How to Be Both                                | Emma Healey Elizabeth è scomparsa                                    | Kate Saunders Five Children on the Western Front                                                                                 | Jonathan Edwards My Family and Other Superheroes | Helen Macdonald H is for Hawk                                                   | Zoe Gilbert Fishskin, Hareskin               |                         |
| 2015                                                                            | Kate Atkinson Un dio in rovina                          | Andrew Michael Hurley Loney                                          | Frances Hardinge The Lie Tree | Don Paterson 40 Sonnets                          | Andrea Wulf The Invention of Nature                                             | Danny Murphy Rogey                           |                         |
| 2016                                                                            | Sebastian Barry Days Without End                        | Francis Spufford Golden Hill                                         | Brian Conaghan The Bombs That Brought Us Together                                                                                | Alice Oswald Falling Awake                       | Keggie Carew Dadland: A Journey into Uncharted Territory                        | Jess Kidd Dirty Little Fishes                |                         |
| 2017                                                                            | Jon McGregor Bacino 13                                  | Gail Honeyman Eleanor Oliphant sta benissimo                         | Katherine Rundell L'esploratore                                                                                                  | Helen Dunmore Inside the Wave                    | Rebecca Stott In the Days of Rain                                               | —                                            | Libro dell'anno postumo |
| 2018                                                                            | Sally Rooney Persone normali                            | Stuart Turton Le sette morti di Evelyn Hardcastle                    | Hilary McKay The Skylarks' War                                                                                                   | J. O. Morgan Assurances                          | Bart van Es La ragazza cancellata                                               | —                                            | [ 10 ]                  |
| 2019                                                                            | Jonathan Coe Middle England                             | Sara Collins The Confessions of Frannie Langton                      | Jasbinder Bilan Asha & the Spirit Bird                                                                                           | Mary Jean Chan Flèche                            | Jack Fairweather Volontario ad Auschwitz                                        | —                                            | [ 11 ] [ 12 ]           |
| 2020                                                                            | Monique Roffey La sirena di Black Conch                 | Ingrid Persaud Love After Love                                       | Natasha Farrant Voyage of the Sparrowhawk                                                                                        | Eavan Boland The Historians                      | Lee Lawrence The Louder I Will Sing                                             | —                                            | [ 13 ] [ 14 ]           |
| 2021                                                                            | Claire Fuller Unsettled Ground                          | Caleb Azumah Nelson Mare aperto                                      | Manjeet Maan The Crossing | Hannah Lowe The kids: l'arte d'insegnare         | John Preston Fall: The Mystery of Robert Maxwell                                | —                                            | [ 15 ] [ 16 ]           |
| Anno                                                                            | Romanzo                                                 | Romanzo d'esordio                                                    | Libro per ragazzi | Poesia                                           | Biografia                                                                       | Raccolta di racconti                         | Note                    |
| "—" non assegnato quest'anno --- In grassetto i vincitori del "Libro dell'anno" |                                                         |                                                                      | |                                                  |                                                                                 |                                              |                         |